# Frihedsmaskinen
Frihedsmaskinen er en dansk dokumentarfilm fra 2003 med instruktion og manuskript af Jannik Splidsboel.

## Handling
Gennem mediernes dækning af retssager vedrørende IT-kriminalitet, og gennem Hollywoods kulørte fremstillinger, er der blevet skabt et billede af hackere som en blanding af højteknologiske terrorister og subkulturelle anarkister. Gennem et dobbeltportræt af to erklærede hackere tegnes et noget anderledes billede. Daniel fra Struer er 20 år og fordriver fritiden foran skærmen, dels af kedsomhed, dels for at lære mere om computere. Tim fra Berlin er 36 år, han leder den lokale afdeling af Chaos Computer Club og arbejder med avanceret installationskunst. Begge er nørder, og begge bevæger sig i en gråzone, hvor de udfordrer systemerne. Men fælles for dem er først og fremmest en brændende interesse for computerens kreative muligheder.